# José Carlos de Souza Campos
José Carlos de Souza Campos (Itaúna, 3 de janeiro de 1968) é um prelado católico brasileiro. É o quarto arcebispo metropolitano de Montes Claros.

## Formação
Completou seus estudos em filosofia na Pontifícia Universidade Católica de Minas Gerais em Belo Horizonte, onde estudou entre 1986 e 1988 e em teologia no Seminário Provincial Coração Eucarístico de Jesus em Belo Horizonte (1989-1992). Em seguida, obteve a licenciatura em teologia fundamental na Pontifícia Universidade Gregoriana de Roma (2000-2002).
Foi ordenado presbítero em 30 de maio de 1993 por José Belvino do Nascimento.
Exerceu os seguintes cargos: Coordenador Diocesano da Pastoral Catequética; Vigário Paroquial de Nossa Senhora da Guia em Divinópolis; administrador paroquial de São Judas Tadeu em Divinópolis; pároco do Senhor Bom Jesus em Pedra do Indaiá, de Nossa Senhora Aparecida em Divinópolis, de Nossa Senhora de Fátima em Itaúna, de Sant'Ana em Itaúna e da Catedral; chanceler; Professor de Filosofia e Teologia Fundamental; Representante dos Presbitérios; membro do conselho dos formadores, do conselho presbiteral e do colégio dos consultores; Vigário Geral e Administrador Diocesano.

## Episcopado
No dia 26 de fevereiro de 2014 foi nomeado bispo de Divinópolis pelo Papa Francisco. Recebeu a ordenação episcopal no dia 25 de maio de 2014 das mãos de Walmor Oliveira de Azevedo, arcebispo de Belo Horizonte, e de seus dois antecessores na diocese de Divinópolis: José Belvino do Nascimento e Tarcísio Nascentes dos Santos.
No dia 14 de dezembro de 2022 foi nomeado Arcebispo de Montes Claros.